# Харченко Степан Андрійович
Степан Андрійович Харченко (нар. 22 грудня 1915 — 8 січня 1983) — радянський військовий льотчик, Герой Радянського Союзу (1942). У роки Німецько-радянської війни командир звена 752-го дальньобомбардувального авіаційного полку 24-ї бомбардувальної авіаційної дивізії.

## Біографія
Народився в селі Рожнівка (тепер Ічнянський район, Чернігівської області України)у селянській родині. Закінчив 2 курси Запорізького політехнічного технікуму.
У РСЧА з 1935 року. У 1937 році закінчив навчання Ворошиловградську воєнну школу льотчиків.
Брав участь у боях з Японією на річці Халхин-Гол в 1939 році.
На фронтах німецько-радянської війни з липня 1941 року.
Старший лейтенант Харченко С. А. до березня 1942 р. здійснив 78 успішних бойових вильотів, з них 36 — вночі, на бомбардування стратегічних німецьких об'єктів та військ. При здійсненні повітряних боїв екіпаж старшого лейтенанта Харченка С. А. збив 3 німецькі літаки. За 7 місяців війни під його командуванням було знищено 50 німецьких танків, 300 воєнних автомобілів з піхотою, до 10 залізничних ешелонів з живою силою. Авіаційним екіпажем Харченка на окуповані Німеччиною території було скинуто 400000 листівок.
Всього за роки війни командир 1-ї ескадрильї, заступник командира авіаційного полку, який з 23 березня 1943 року мав назву 10-й Гвардійський авіаційний полк далекої дії (з 26 грудня 1944 року вже 226-й Гвардійський бомбардувальний Сталінградсько-Катовицький Червонопрапорний авіаційний полк) здійснив близько 300 бойових вильотів з нанесенням німецькій стороні значних пошкоджень у живій силі та техніці.
Після закінчення війни Степан Андрійович продовжував військову службу в ВПС СРСР. У 1948 р. він закінчив офіцерську льотно-тактичну школу пілотів.
З 1961 року у званні полковника вийшов у запас, позніше у відставку. Мешкав у м. Ніжин. Працював на заводі «Ніжинсельмаш».
Помер 8 січня 1983 р. Похований на Троїцькому кладовищі м. Ніжин.

## Відзнаки і нагороди
- Указом Президії Верховної Ради СРСР від 20 червня 1942 року за «зразкове виконання бойових наказів командування на фронті боротьби з німецько-фашистським загарбником та проявлені при цьому мужність та героїзм» старшому лейтенанту Харченку Степану Андрійовичу присвоєно звання Героя Радянського Союзу з врученням ордену Леніна та медалі «Червона Зірка» (№ 852)[1]. (рос.)
- Нагороджений двома орденами Леніна, чотирма орденами Червоного Прапора, орденом Олександра Невського, двома орденами Вітчизняної війни 1-го ступеня, орденом «Червоної Зірки».